# Gerace
Gerace ist eine italienische Gemeinde in der Metropolitanstadt Reggio Calabria in Kalabrien mit 2313 Einwohnern (Stand 31. Dezember 2023) und ist Mitglied der Vereinigung I borghi più belli d’Italia (Die schönsten Orte Italiens).

## Lage und Daten
Gerace liegt 93 km nordöstlich von Reggio Calabria. Die Nachbargemeinden sind Agnana Calabra, Antonimina, Canolo, Cittanova, Locri und Siderno. Der Ort liegt an der nordöstlichen Seite des Aspromonte auf einem Hügel. Der Ort ist Bischofssitz.

## Geschichte
Die Gründung des Ortes ist unbekannt.

## Sehenswürdigkeiten
Die Kathedrale Mariä Himmelfahrt stammt aus dem 11. Jahrhundert. Sie wurde im 13. Jahrhundert renoviert. Die Kathedrale ist 73 m mal 26 m groß und somit die größte Kirche Kalabriens. Die Kirche hat die Form einer Basilika. Der Innenraum besteht aus drei Schiffen, diese sind durch zehn Säulen getrennt. Die Krypta besitzt byzantinischen Charakter.
Weiter sehenswert ist die gotische Ruine der Kirche S. Franceso aus dem 17. Jahrhundert. Von dem Verteidigungssystem aus dem Mittelalter sind nur Ruinen der Zitadelle erhalten. Weiter ist sichtbar ein Turm der Burg.